# NGC 6352
NGC 6352 is een bolvormige sterrenhoop in het sterrenbeeld Altaar. Het hemelobject werd op 14 mei 1826 ontdekt door de Schotse astronoom James Dunlop.

## Synoniemen
- GCL 64
- ESO 228-SC3